# Quận Wibaux, Montana
Quận Wibaux là một quận thuộc tiểu bang Montana, Hoa Kỳ. Quận lỵ đóng ở , Montana6. Quận được đặt tên theo. Dân số theo điều tra năm 2000 của Cục điều tra dân số Hoa Kỳ là 1068 người Wibaux.

## Địa lý
Theo Cục điều tra dân số Hoa Kỳ, quận này có diện tích 2305 km2, trong đó có 3 km2 là diện tích mặt nước.

## Thông tin nhân khẩu
Theo điều tra dân số 2 năm 2000, quận này đã có dân số 1.068 người, 421 hộ gia đình, và 287 gia đình sống trong quận hạt. Mật độ dân số ít hơn 1 người trên một dặm vuông (1/km ²). Có 587 đơn vị nhà ở mật độ trung bình dưới 1/sq mi (1/km ²). Thành phần chủng tộc của cư dân sinh sống trong quận gồm 98,03% người da trắng, 0,19% da đen hay Mỹ gốc Phi, 0,47% người Mỹ bản xứ, 0,19% ở châu Á, 0,28% từ các chủng tộc khác, và 0,84% từ hai hoặc nhiều chủng tộc. 0,37% dân số là người Hispanic hay Latino thuộc một chủng tộc nào. 32,4% là người gốc Đức, Na Uy 18,7%, 13,3% người Ba Lan, tiếng Anh 6,7% và 6,4% gốc Ailen theo điều tra dân số năm 2000.
Có 421 hộ, trong đó 29,20% có trẻ em dưới 18 tuổi sống chung với họ, 58,20% là đôi vợ chồng sống với nhau, 5,90% có một chủ hộ nữ không có mặt chồng, và 31,80% là không lập gia đình. 29,00% hộ gia đình đã được tạo ra từ các cá nhân và 15,90% có người sống một mình65 tuổi hoặc cao hơn. Cỡ hộ trung bình là 2,45 và cỡ gia đình trung bình là 3.02.
Trong quận cơ cấu độ tuổi dân cư được trải ra với 25,80% dưới độ tuổi 18, 5,80% 18-24, 22,50% 25-44, 24,30% từ 45 đến 64, và 21,50% từ 65 tuổi trở lên người. Độ tuổi trung bình là 42 năm. Đối với mỗi 100 nữ có 92,40 nam giới. Đối với mỗi 100 nữ 18 tuổi trở lên, đã có 92,20 nam giới.
Thu nhập trung bình cho một hộ gia đình trong quận đạt mức USD 28.224, và thu nhập trung bình cho một gia đình là USD 34.265. Phái nam có thu nhập trung bình USD 22.750 so với 18.667 USD đối với phái nữ. Thu nhập bình quân đầu người là 16.121 USD. Có 8,60% gia đình và 15,30% dân số sống dưới mức nghèo khổ, bao gồm 18,70% những người dưới 18 tuổi và 12,60% của những người 65 tuổi hoặc cao hơn.